# Ivan Avoscan
Ivan Avoscan (Buxy, 13 de marzo 1928–Chalon-sur-Saône, 3 de enero de 2012) fue un escultor francés, nombrado «caballero de las Artes y las Letras» por el Ministerio de la Cultura de Francia en 1968.